# Landser
Landser er et nazistisk hardrock- og neo-nazi-Band fra Berlin. Landser er et gammelt tysk ord for en lavt rangeret soldat. Bandet blev oprindeligt kaldt Endlösung (eller 'Den Endelige Løsning' på dansk) og var grundlagt af neo-nazi-gruppen Die Vandalen-Ariogermanische Kampfgemeinschaft. Sammenlignet med mange bands på den ekstreme højrefløj bliver Landsers musiske evner betragtet som høj.
De var det første band som er blevet erklæret for "kriminel forening" i Tyskland, hvilket skete i marts 2005. Det dansk-svenske pladeselskab Nordvind Records distribuerer deres musik. De har kun holdt en enkelt åben koncert til offentligheden, hvor de var iført masker. Dog har de holdt adskillige koncerter på restauranter i Berlin.
Landser lægger navn til mange t-shirts og andet merchandise.

## Diskografi
- Landser: Lunikoff Demo '92, 1992, MC/later CD.
- Landser: Das Reich kommt wieder, 1992, MC/later CD – ulovlig i Tyskland.
- Landser: Republik der Strolche, 1995, MC/CD – ulovlig i Tyskland.
- Landser: Berlin bleibt deutsch, 1996, CD (identical with "Das Reich kommt wieder", Bootleg) – ulovlig i Tyskland.
- Landser: Deutsche Wut, 1998, CD (called "Rock gegen oben") – ulovlig i Tyskland.
- Landser: Best of..., 2001, CD. Forbudt siden oktober 2005.
- Landser, Stahlgewitter, Hauptkampflinie (HKL): Amalek – ulovlig i Tyskland.
- Landser: Ran an den Feind, 2001, CD – ulovlig i Tyskland.
- Landser: Sampler, 2001, CD – ulovlig i Tyskland.
- Landser: Endlösung – Final Solution: The Early Years, 2002, CD – ulovlig i Tyskland.
- Tanzorchester Immervoll, 2002, CD.
- Rock gegen ZOG – hepp, hepp..., 2003, CD.
- Tribute to Landser, 2003, CD.

## Læs også
- Nazisme
- Anti-semitisme
- Combat 18
- Blood and Honour
- Skrewdriver